# Mirosławice (województwo kujawsko-pomorskie)
Mirosławice – wieś w Polsce położona w województwie kujawsko-pomorskim, w powiecie mogileńskim, w gminie Strzelno.

## Podział administracyjny
W latach 1975–1998 miejscowość administracyjnie należała do województwa bydgoskiego.

## Demografia
Według Narodowego Spisu Powszechnego (III 2011 r.) liczyła 101 mieszkańców. Jest 23. co do wielkości miejscowością gminy Strzelno.